# Kreisbrandmeister

Feuerwehrwagen Volvo des Kreisbrandmeisters Sächsische Schweiz

Der Kreisbrandmeister (KBM) ist ein ehren- oder hauptamtlicher Feuerwehrmann, der in den einzelnen deutschen Bundesländern unterschiedliche Aufgaben hat. Gemeinsam ist jedoch, dass er größere Feuerwehreinsätze auf Kreisebene leiten kann und feuerwehrtechnische Aufgaben bei der Kreisverwaltung bearbeitet.

## Baden-Württemberg
Seit der Änderung des baden-württembergischen Feuerwehrgesetzes im März 2010 ist der Kreisbrandmeister ein feuerwehrtechnischer Beamter des gehobenen Dienstes. Sein(e) Stellvertreter werden auf fünf Jahre vom Landrat zum Ehrenbeamten ernannt. Vor der Ernennung sind alle Feuerwehrkommandanten und Werkfeuerwehrkommandanten des Landkreises zu hören. Die Bestellung ist außerdem dem Regierungspräsidium anzuzeigen.
Der Kreisbrandmeister erledigt alle Aufgaben, die sich beim Landratsamt in Zusammenhang mit der Feuerwehr ergeben und führt die Aufsicht über alle Gemeindefeuerwehren des Kreises. Der Kreisbrandmeister kann bei Einsätzen und Übungen jederzeit die Einsatzleitung übernehmen. Dem Kreisbrandmeister übergeordnet ist der Bezirksbrandmeister.

## Bayern
In Bayern ist der Kreisbrandmeister (in kreisfreien und Großen Kreisstädten Stadtbrandmeister, kurz SBM, genannt) für ein bestimmtes Gebiet eines Inspektionsbereiches innerhalb eines Kreises oder für ein bestimmtes Fachgebiet (zum Beispiel ABC-Schutz) zuständig. Er untersteht innerhalb der Kreisbrandinspektion dem jeweiligen Kreisbrandinspektor und ist unterste besondere Führungskraft. Kreisbrandmeister können zugleich auch Leiter einer Feuerwehr sein. Der Kreisbrandrat leitet die sogenannte Kreisbrandinspektion beim Landratsamt. Alle Funktionen werden ehrenamtlich ausgeübt, allerdings kann eine entsprechende Aufwandsentschädigung durch den Landkreis erfolgen.
Es gibt in Bayern auf feuerwehrtechnischer Seite keine übergeordneten Dienststellen oberhalb der Kreisebene. Nur politisch-administrativ erfolgt eine entsprechende Anbindung an die jeweilige Regierung.

## Hessen
In Hessen kann der Kreisausschuss eines Landkreises zur Unterstützung des Kreisbrandinspektors auf dessen Vorschlag den örtlichen Gegebenheiten entsprechend Kreisbrandmeister ernennen, die ehrenamtlich in der Kreisbrandinspektion tätig sind und in ein Ehrenbeamtenverhältnis berufen werden sollen (gemäß § 13 II HBKG). Der Kreisbrandinspektor ist Vorgesetzter der Kreisbrandmeister. Die Kreisbrandmeister müssen die erforderlichen Fachkenntnisse besitzen. Zur Vertretung des Kreisbrandinspektors ist ein Kreisbrandmeister zu bestellen.

## Niedersachsen
Der Kreisbrandmeister leitet die Kreisfeuerwehr, er wird für die Dauer von sechs Jahren in das Ehrenbeamtenverhältnis berufen. Über die Ernennung beschließt der Kreistag nach Anhörung des Regierungsbrandmeisters auf Vorschlag der Mehrheit der Gemeindebrandmeister des jeweiligen Kommandobereichs. Außerdem kann er bei Einsätzen in seinem Bereich unter Umständen gemäß § 23 Absatz 3 NBrandSchG die Einsatzleitung übernehmen. Nach § 21 Absatz 8 übernimmt in kreisfreien Städten ohne Berufsfeuerwehr der Gemeindebrandmeister die Aufgaben des Kreisbrandmeisters; in kreisfreien Städten mit Berufsfeuerwehr der Leiter der Berufsfeuerwehr. Gemäß § 21 Absatz 10 NBrandSchG führt der Kreisbrandmeister in der Region Hannover die Bezeichnung Regionsbrandmeister.
Dem Kreisbrandmeister sind die Abschnittsleiter, sofern solche Brandschutzabschnitte eingerichtet wurden, unterstellt. Absatz 2 bestimmt, dass die Kreisfeuerwehrbereitschaften dieser Abschnitte jeweils von einem Abschnittsleiter geleitet werden und diese in ihrem Bereich die Aufgaben des Kreisbrandmeisters wahrnehmen. Es gibt Inkompatibilitätsregeln betreffend der Ämter Kreisbrandmeister, Abschnittsleiter, Gemeindebrandmeister und Ortsbrandmeister.

## Nordrhein-Westfalen
Der Kreisbrandmeister und sein Stellvertreter sind in Nordrhein-Westfalen entweder ehrenamtlich, oder auf Beschluss des Kreistages auch hauptamtlich tätig. Sie werden auf sechs Jahre vom Kreistag auf Vorschlag des Landrats zu Ehrenbeamten ernannt. Vor ihrer Ernennung sind die Leiter der Feuerwehren der kreisangehörigen Städte und der Bezirksbrandmeister zu hören. Der Kreisbrandmeister unterstützt den Landrat bei der Aufsicht über die öffentlichen Feuerwehren und bei der Durchführung der dem Kreis übertragenen Aufgaben. Bei öffentlichen Feuerwehren kreisangehöriger Kommunen kann der Kreisbrandmeister die Leitung des Einsatzes übernehmen. Relevante Rechtsgrundlage ist § 12 BHKG.

## Sachsen-Anhalt

Hauptbrand- inspektor

Beim Kreisbrandmeister handelt es sich um die höchste Führungsfunktion der Feuerwehren auf Kreisebene in Sachsen-Anhalt. Damit leitet er die Feuerwehren in seinem Landkreis. Dem Kreisbrandmeister sind die Abschnittsleiter, sofern Brandschutzabschnitte eingerichtet wurden, unterstellt. Ein Abschnittsleiter wird dann auch zum Stellvertreter des Kreisbrandmeisters. Der Kreisbrandmeister und die Abschnittsleiter des Landkreises werden auf Vorschlag der Wehrleiter des Kreises für die Dauer von sechs Jahren von dem Landkreis in das Ehrenbeamtenverhältnis berufen.

Zu den Aufgaben des Kreisbrandmeisters gehören z. B.
- Anhörung vor der Berufung der Wehrleiter und deren Stellvertreter,
- Anhörung vor der Abberufung der Wehrleiter und deren Stellvertreter,
- Mitwirkung bei der Aufgabenwahrnehmung der Aufgaben des Landkreises,
- Leitung von Einsätzen.

Der Kreisbrandmeister kann die Leitung von Einsätzen im eigenen Wirkungskreis übernehmen, er muss es aber nicht. Er kann auch die Einsatzleitung bei der bereits vorhandenen Einsatzleitung lassen. Übernimmt der Kreisbrandmeister den Einsatz nicht, so steht er dem Einsatzleiter als Berater zur Seite. Er muss den Einsatz übernehmen, wenn der Einsatzleiter die Kräfte aufgrund seiner Ausbildung nicht führen darf: So zum Beispiel wenn der bisherige Einsatzleiter ein Gruppenführer ist, aber Kräfte in Stärke eines Zuges führt, da bisher noch kein ausgebildeter Zugführer vor Ort ist.
Der Kreisbrandmeister führt den Dienstgrad Hauptbrandinspektor (siehe Bild).

## Schleswig-Holstein
In Schleswig-Holstein ist der Kreisbrandmeister der übliche Dienstgrad des Kreiswehrführers. Der Kreiswehrführer ist eine ehrenamtliche Funktion unter Berufung in das Ehrenbeamtenverhältnis. Die Aufgaben des Kreiswehrführers sind laut Brandschutzgesetz
- Beratung und Unterstützung des Kreises in allen Angelegenheiten des Feuerwehrwesens
- Beratung der Gemeinden bei ihren Aufgaben sowie Hinwirken auf eine ordnungsgemäße Ausbildung und Einsatzbereitschaft der Feuerwehren im Kreisgebiet
- Unterstützung der Aufsichtsbehörde bei ihren Aufgaben
- Vorstandsmitglied des Kreisfeuerwehrverbandes

Der Kreiswehrführer wird von der Mitgliederversammlung in geheimer Wahl für die Dauer von sechs Jahren gewählt. Eine Wiederwahl ist möglich, die Amtszeit endet spätestens mit Ende des Jahres, in dem das 67. Lebensjahr vollendet wird. Die Wahl bedarf der Zustimmung des Kreistags.
Bei Einsätzen im Kreisgebiet kann der Kreiswehrführer die Einsatzleitung von der Gemeindefeuerwehr des Einsatzortes übernehmen.

## Thüringen
Die Kreisbrandmeister sind in Thüringen in der Regel ehrenamtlich tätig. Der jeweilige Landkreis ernennt auf Vorschlag des Kreisbrandinspektors, entsprechend den örtlichen Gegebenheiten, die Kreisbrandmeister. Die Kreisbrandmeister sind Ehrenbeamte. Ein Kreisbrandmeister hat das Vertretungsrecht für den Kreisbrandinspektor. Rechtsgrundlage ist § 16 ThürBKG.

## Belege
1. ↑  Landesfeuerwehrschule Baden-Württemberg: Information zur Ausbildung und Tätigkeit einer Beamtin oder Beamten im gehobenen feuerwehrtechnischen Dienst, Stand: Dezember 2013
2. ↑  § 23 Feuerwehrtechnische Beamte. Landesrecht Baden-Württemberg, 2. März 2010, abgerufen am 4. Oktober 2021.
3. ↑  Aufgaben der feuerwehrtechnischen Beamten. Landesrecht Baden-Württemberg, 2. März 2010, abgerufen am 20. Dezember 2015.
4. ↑  Vollzug des Bayerischen Feuerwehrgesetzes (VollzBekBayFwG). Bekanntmachung des Bayerischen Staatsministeriums des Innern vom 28. Mai 2013. Az.: ID1-2211.50-162
5. ↑  Bayerisches Landesfeuerwehrgesetz – III. Abschnitt
6. ↑  Feuerwehrrecht (auf regierung.oberbayern.bayern.de) (Memento vom 2. November 2013 im Internet Archive)
7. 1 2 3 4  Hessisches Gesetz über den Brandschutz, die Allgemeine Hilfe und den Katastrophenschutz (HBKG)
8. 1 2 3 4 5 6 7 8  http://www.feuerwehrschulen.niedersachsen.de/download/48312 Niedersächsisches Gesetz über den Brandschutz und die Hilfeleistung der Feuerwehr
(Niedersächsisches Brandschutzgesetz – NBrandSchG)
9. 1 2 3 4 5 6  Nordrhein-Westfalen: Gesetz über den Brandschutz, die Hilfeleistung und den Katastrophenschutz (BHKG)
10. ↑  Brandschutz- und Hilfeleistungsgesetz des Landes Sachsen-Anhalt (Memento vom 25. März 2016 im Internet Archive)
11. ↑  Kreis- und Stadtwehrführungen. Brandschutzgesetz Schleswig-Holstein, 16. Januar 2019, abgerufen am 14. November 2020.
12. ↑  Leitung auf der Einsatzstelle. Brandschutzgesetz Schleswig-Holstein, 15. Dezember 2014, abgerufen am 14. November 2020.
13. 1 2 3 4  ThürBKG (Memento vom 10. März 2016 im Internet Archive)